# Andenne
Andenne (vallonska: Andene) är en franskspråkig stad och kommun vid floden Meuse i provinsen Namur, Vallonien, Belgien.
Efter en pilgrimsfärd till Rom ska Begga av Landen ha grundlagt klostret i Andenne 692, där hon sedan levde som abbedissa fram till sin död 693. Hon var farmor till Karl Martell. Enligt legenden ska Karl ha växt upp vid klostret där han som barn ska ha dödat en i trakten härjande björn. Som minne av detta använder staden Andenne fortfarande en björn som sin symbol.
År 883 plundrades området av normander. Greven av Namur lät förstöra staden år 1059. Trupper från Liège plundrade staden 1152 och 1155. Andenne blev också hårt drabbat under det så kallade Kokriget (Guerre de la vache) mellan greven av Namur och furstbiskopen av Liège 1275–1278.
Fiendskapen mellan Liège och Namur fortsatte under 1400-talet. Bland annat härjade trupper från Liège trakten kring Andenne 1429. Staden blev återigen plundrad 1467, denna gång av flyende trupper från Liège efter slaget vid Brustem.
Redan under medeltiden blev Andenne känt för sin för keramik väl lämpade lera. Staden har sedan dess varit förknippad med lergodstillverkning av olika slag. Under 1700-talet startade också en omfattande produktion av lerpipor och fajans i Andenne. Idag finns ett keramikmuseum i staden (Musée de la Céramique) och en liten lerpipstillverkning i Andenelle (Piperie d’Andenelle).
Under åren 1764–1778 byggdes en stiftskyrka i Andenne: Sainte-Begge. Här finns ännu idag den heliga Beggas relikskrin. 
Under första världskriget intogs Andenne av tyska styrkor i augusti 1914. Under den tyska ockupationen lät de tyska styrkorna avrätta 218 civila som hämnd för attacker av belgiska motståndsmän.
1977 sammanslogs staden Andenne med omkringliggande landskommuner. Kommunen Andenne är idag indelad i tio områden: Andenne, Bonneville, Coutisse, Landenne, Maizeret, Namêche, Sclayn, Seilles, Thon-Samsom och Vezin. Kommunen Andenne har idag drygt 24 000 invånare, varav drygt 9 000 bor i själva staden Andenne. 
Idag är Andenne känt för sin björnkarneval och den årliga ”Bear Rock Festival”.
I Sclayn finns grottor (Grotte Scladina) med lämningar efter 130 000 år gamla bosättningar.
I stadens östra utkant ligger den gamla byn Andenelle där en av Belgiens bäst bevarade romanska kyrkor från 1112 är belägen. Med största sannolikhet härstammar den svenska vallonsläkten Dandenelle från denna by.

## Fotogalleri

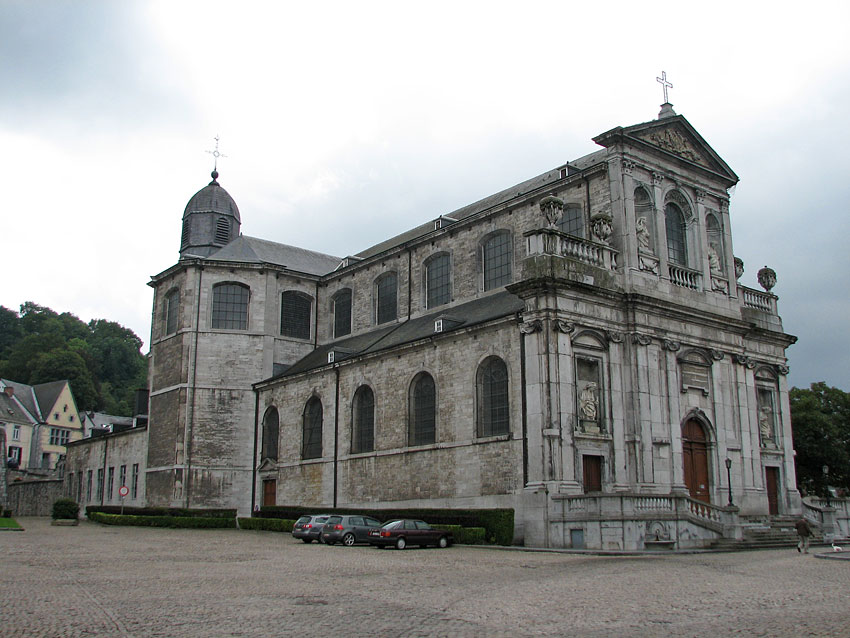
Sainte Begge-kyrkan i Andenne.
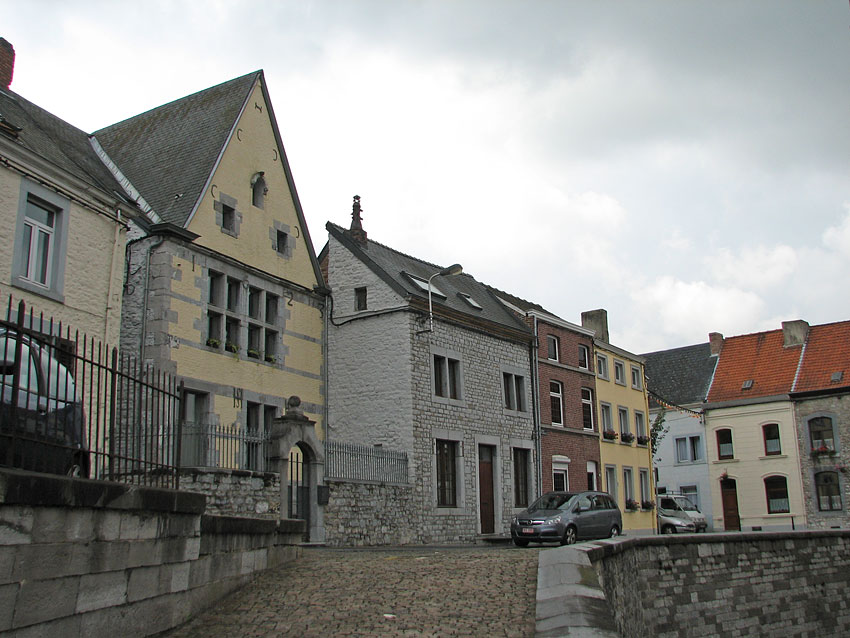
Det så kallade St Begges hus från 1623 i Andenne.
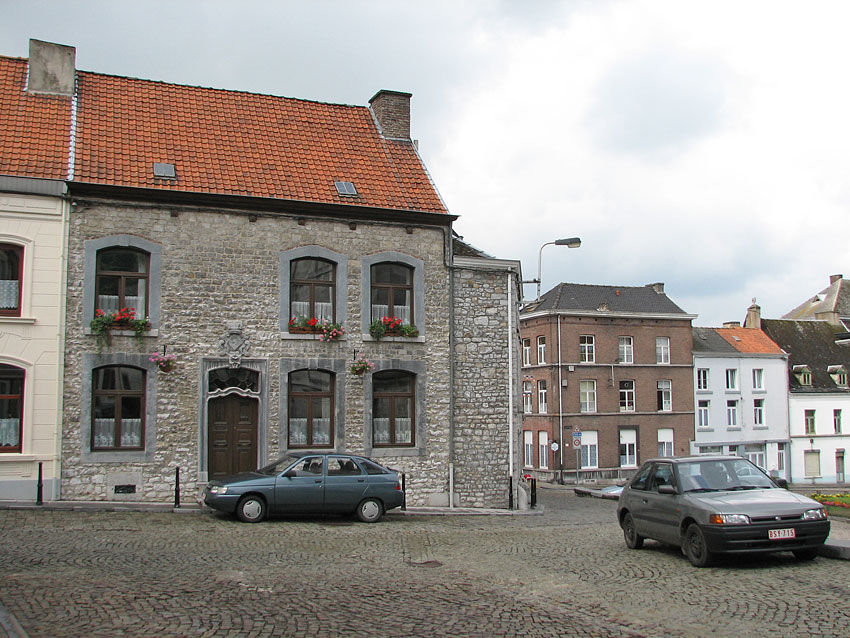
Hus från 1633 vid Sainte Begge-kyrkan i Andenne.
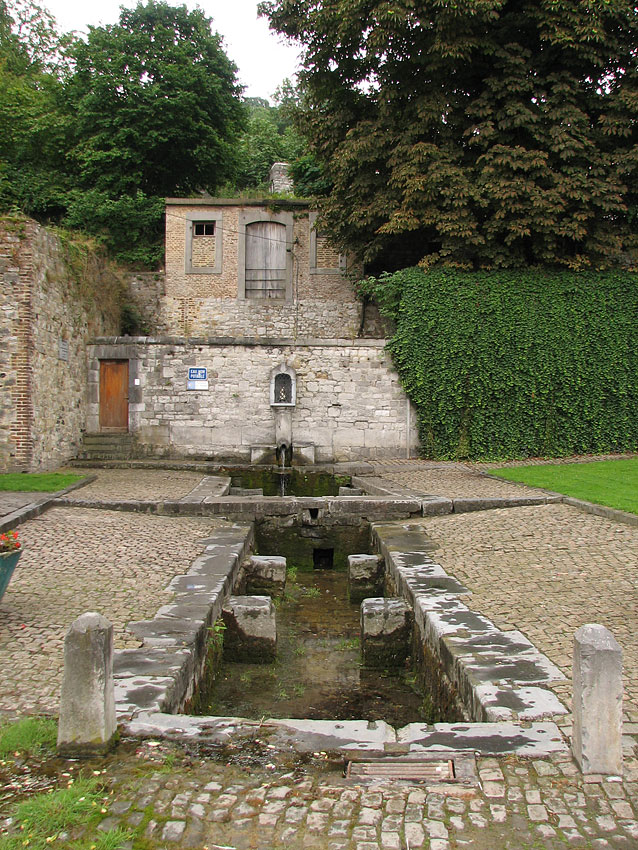
St Begges brunn i Andenne.
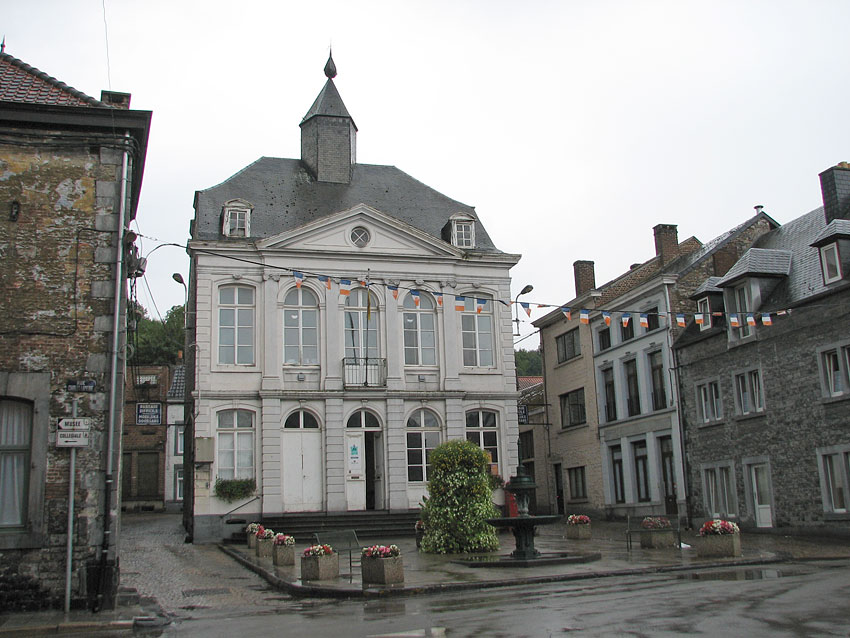
Det gamla rådhuset i Andenne.
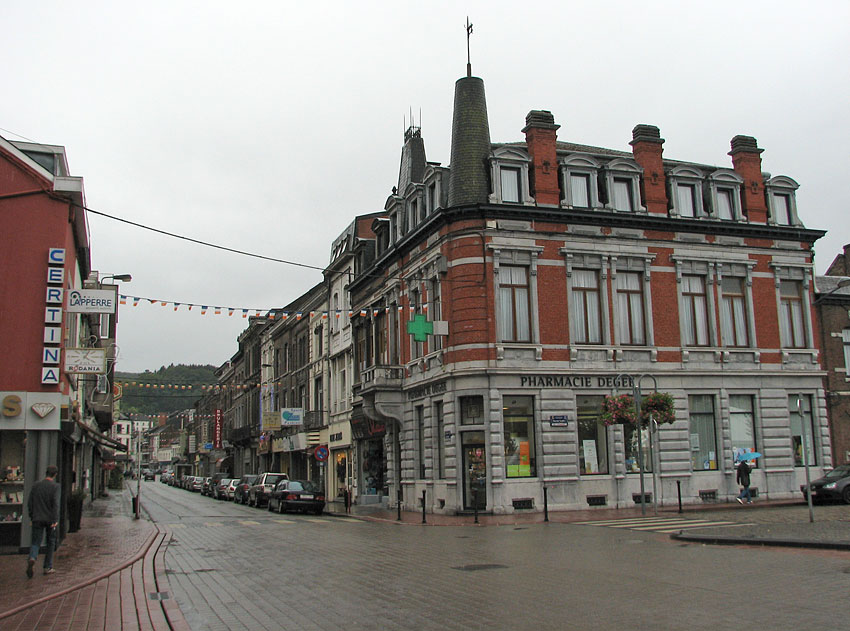
Rue Brun i Andenne.
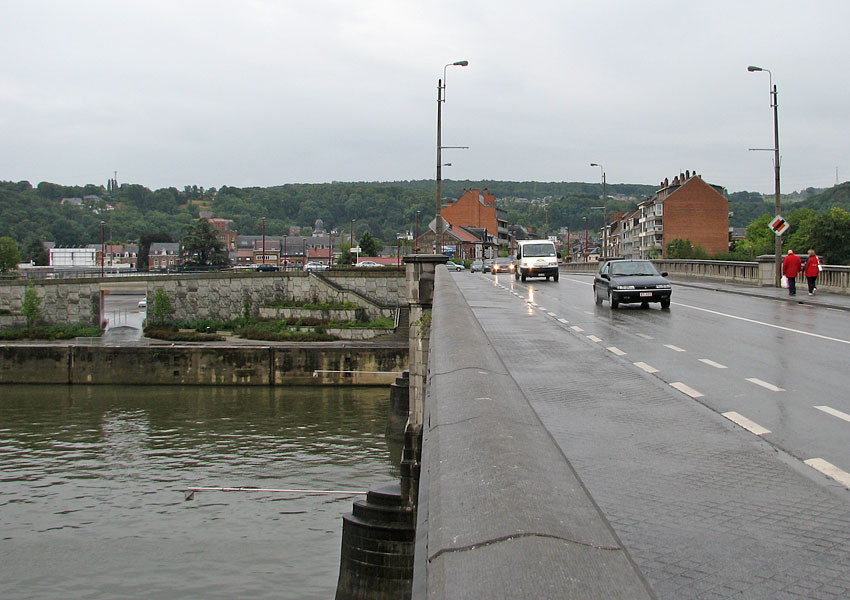
Andenne sett från bron över floden Meuse.
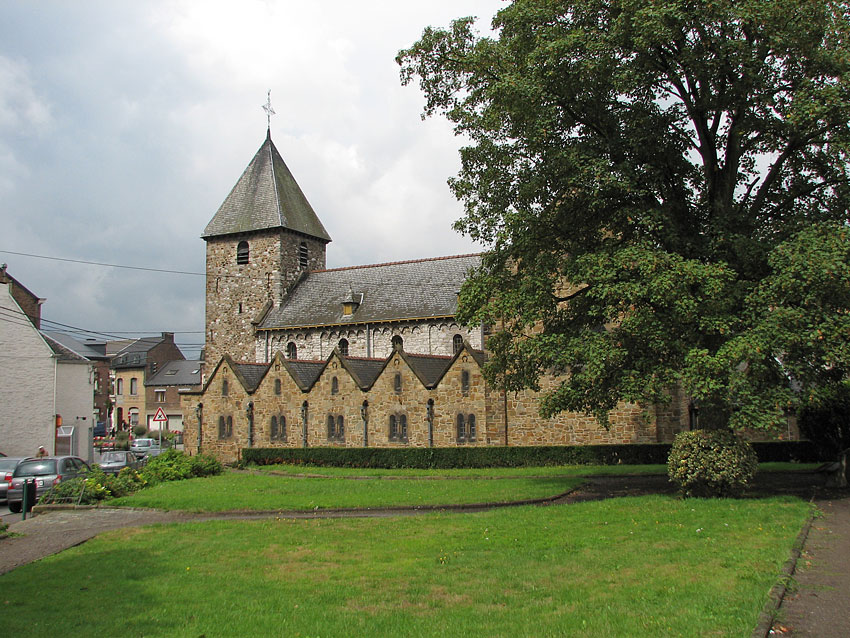
Den romanska kyrkan i Andenelle.